# Кинау (лунный кратер)
Кратер Кинау (лат. Kinau) — крупный древний ударный кратер в южном полушарии видимой стороны Луны. Название присвоено в честь немецкого астронома Адольфа Готфрида Кинау (1814—1887) и утверждено Международным астрономическим союзом в 1970 г. Образование кратера возможно относится к донектарскому периоду.

## Описание кратера
Ближайшими соседями кратера Кинау являются кратер Цах на западе; кратер Якоби на севере-северо-западе; кратер Таннерус на северо-востоке; кратер Мут на востоке-юго-востоке и кратер Пентленд на юго-западе. Селенографические координаты центра кратера 60°45′ ю. ш. 14°56′ в. д. / 60,75° ю. ш. 14,94° в. д., диаметр 41,9 км, глубина 2,12 км.
Кратер Кинау имеет полигональную форму с небольшой впадиной в северо-восточной части, весьма значительно разрушен за длительное время своего существования. Вал сглажен, в северной и южной частях перекрыт множеством небольших кратеров. Внутренний склон гладкий. Высота вала над окружающей местностью около 1040 м, объем кратера составляет приблизительно 1 300 км3. Дно чаши сравнительно ровное, отмечено множеством кратеров различного диаметра из которых наиболее крупными являются два чашеобразных кратера в северо-западной части чаши. В центре чаши расположено небольшое поднятие местности.

## Сателлитные кратеры
| Кинау | Координаты                                            | Диаметр, км |
| ----- | ----------------------------------------------------- | ----------- |
| A     | 62°18′ ю. ш. 20°06′ в. д. / 62,3° ю. ш. 20,1° в. д.   | 32,7        |
| B     | 61°40′ ю. ш. 19°11′ в. д. / 61,66° ю. ш. 19,18° в. д. | 7,8         |
| C     | 60°41′ ю. ш. 20°31′ в. д. / 60,68° ю. ш. 20,51° в. д. | 30,1        |
| D     | 60°43′ ю. ш. 18°33′ в. д. / 60,71° ю. ш. 18,55° в. д. | 26,3        |
| E     | 60°13′ ю. ш. 20°08′ в. д. / 60,22° ю. ш. 20,13° в. д. | 6,7         |
| F     | 62°16′ ю. ш. 13°25′ в. д. / 62,26° ю. ш. 13,41° в. д. | 8,3         |
| G     | 61°37′ ю. ш. 12°42′ в. д. / 61,61° ю. ш. 12,7° в. д.  | 22          |
| H     | 59°49′ ю. ш. 19°44′ в. д. / 59,82° ю. ш. 19,73° в. д. | 6           |
| J     | 59°35′ ю. ш. 16°05′ в. д. / 59,59° ю. ш. 16,08° в. д. | 4,9         |
| K     | 58°36′ ю. ш. 18°07′ в. д. / 58,6° ю. ш. 18,11° в. д.  | 9,3         |
| L     | 59°19′ ю. ш. 18°44′ в. д. / 59,31° ю. ш. 18,73° в. д. | 9,6         |
| M     | 60°37′ ю. ш. 14°20′ в. д. / 60,62° ю. ш. 14,33° в. д. | 11,4        |
| N     | 61°25′ ю. ш. 15°24′ в. д. / 61,41° ю. ш. 15,4° в. д.  | 4,6         |
| P     | 61°25′ ю. ш. 17°22′ в. д. / 61,42° ю. ш. 17,36° в. д. | 5           |
| Q     | 62°32′ ю. ш. 21°01′ в. д. / 62,54° ю. ш. 21,02° в. д. | 11,2        |
| R     | 60°14′ ю. ш. 11°33′ в. д. / 60,23° ю. ш. 11,55° в. д. | 61,5        |

## См.также
- Список кратеров на Луне
- Лунный кратер
- Морфологический каталог кратеров Луны
- Планетная номенклатура
- Селенография
- Минералогия Луны
- Геология Луны
- Поздняя тяжёлая бомбардировка